# Russisch (schaakopening)
Het Russisch of de Russische verdediging of Petrov-verdediging is een openingsvariant bij het schaken; deze opening valt onder de open spelen en heeft de ECO-codes C42 en C43.
De beginzetten zijn
1. e4 e5
2. Pf3 Pf6
De Russische opening werd in de 19e eeuw voor het eerst door de schaakmeesters Aleksandr Petrov en Carl Jaenisch onderzocht. Met de zet 2...Pf6 in plaats van het meer gebruikelijke en verdedigende 2...Pc6 gaat zwart direct in de tegenaanval. Het Russisch is toegepast door Tigran Petrosjan en Anatoli Karpov.
| Russisch             | 1.e4 e5 2.Pf3 Pf6 (diagram)                                                                |
| Kaufmann             | 1.e4 e5 2.Pf3 Pf6 3.Pxe5 d6 4.Pf3 Pxe4 5.c4                                                |
| Nimzowitsch          | 1.e4 e5 2.Pf3 Pf6 3.Pxe5 d6 4.Pf3 Pxe4 5.Pc3                                               |
| Cozio                | 1.e4 e5 2.Pf3 Pf6 3.Pxe5 d6 4.Pf3 Pxe4 5.De2                                               |
| Ricochet             | 1.e4 e5 2.Pf3 Pf6 3.Pxe5 d6 4.Pf3 Pxe4 5.d3                                                |
| klassiek             | 1.e4 e5 2.Pf3 Pf6 3.Pxe5 d6 4.Pf3 Pxe4 5.d4                                                |
| Chigorin             | 1.e4 e5 2.Pf3 Pf6 3.Pxe5 d6 4.Pf3 Pxe4 5.d4 d5 6.Ld3 Le7 7.0-0 Pc6 8.Te1                   |
| Bergervariant        | 1.e4 e5 2.Pf3 Pf6 3.Pxe5 d6 4.Pf3 Pxe4 5.d4 d5 6.Ld3 Le7 7.0-0 Pc6 8 Te1 Lg4 9.c3          |
| Krause               | 1.e4 e5 2.Pf3 Pf6 3.Pxe5 d6 4.Pf3 Pxe4 5.d4 d5 6.Ld3 Le7 7.0-0 Pc6 8.Te1 Lg4 9.c3 f5 10.c4 |
| Jaenisch             | 1.e4 e5 2.Pf3 Pf6 3.Pxe5 d6 4.Pf3 Pxe4 5.d4 d5 6.Ld3 Le7 7.0-0 Pc6 8.c4                    |
| Mason                | 1.e4 e5 2.Pf3 Pf6 3.Pxe5 d6 4.Pf3 Pxe4 5.d4 d5 6.Ld3 Le7 7.0-0 0-0                         |
| Marshall             | 1.e4 e5 2.Pf3 Pf6 3.Pxe5 d6 4.Pf3 Pxe4 5.d4 d5 6.Ld3 Ld6                                   |
| gesloten             | 1.e4 e5 2.Pf3 Pf6 3.Pxe5 d6 4.Pf3 Pxe4 5.d4 Pf6                                            |
| Cochranegambiet      | 1.e4 e5 2.Pf3 Pf6 3.Pxe5 d6 4.Pxf7!                                                        |
| Paulsen              | 1.e4 e5 2.Pf3 Pf6 3.Pxe5 d6 4.Pc4                                                          |
| Karklins             | 1.e4 e5 2.Pf3 Pf6 3.Pxe5 d6 4.Pd3                                                          |
| Staffordgambiet      | 1.e4 e5 2.Pf3 Pf6 3.Pxe5 Pc6 4.Pxc6                                                        |
| Damiano              | 1.e4 e5 2.Pf3 Pf6 3.Pxe5 Pxe4                                                              |
| Russisch driepaarden | 1.e4 e5 2.Pf3 Pf6 3.Pc3                                                                    |
| Italiaanse variant   | 1.e4 e5 2.Pf3 Pf6 3.Lc4                                                                    |
| Steinitzaanval       | 1.e4 e5 2.Pf3 Pf6 3.d4                                                                     |
| modern               | 1.e4 e5 2.Pf3 Pf6 3.d4 Pxe4                                                                |
| Steinitzvariant      | 1.e4 e5 2.Pf3 Pf6 3.d4 exd4 4.e5 Pe4 5.De2                                                 |
| Bardeleben           | 1.e4 e5 2.Pf3 Pf6 3.d4 exd4 4.e5 Pe4 5.De2 Pc5 6.Pxd4 Pc6                                  |
| hoofdvariant         | 1.e4 e5 2.Pf3 Pf6 3.d4 exd4 4.e5 Pe4 5.Dxd4                                                |
| Urusov gambiet       | 1.e4 e5 2.Pf3 Pf6 3.d4 exd4 4.Lc4                                                          |